# Red Bull RB4
De Red Bull RBR is een Formule 1-auto die gebruikt werd door Red Bull in het seizoen 2008. De wagen werd op 16 januari 2008 voorgesteld op het Circuito Permanente de Jerez. Het was de tweede wagen van Red Bull die ontworpen was door Adrian Newey. Mark Webber noemde de wagen na zijn eerste test op het Circuit Ricardo Tormo Valencia een grote stap voorwaarts ten opzichte van de Red Bull RB3.
Webber reed ook regelmatig in de punten met de wagen maar het was David Coulthard die met de wagen een podiumplaats behaalde in de Grand Prix van Canada. Uiteindelijk behaalde het team een zevende plaats in het constructeurskampioenschap.

## Resultaten
| Resultaat                       |
| ------------------------------- |
| Winnaar                         |
| Tweede plaats                   |
| Derde plaats                    |
| Gefinisht (punten behaald)      |
| Gefinisht (geen punten behaald) |
| Niet geklasseerd (NC)           |
| Uitgevallen (DNF)               |
| Niet gekwalificeerd (DNQ)       |
| Gediskwalificeerd (DSQ)         |
| Niet gestart (DNS)              |
| Gewond (INJ)                    |
| Uitgesloten (EX)                |
| Teruggetrokken (WD)             |
| Niet deelgenomen (blanco cel)   |
| P Pole position                 |
| S Snelste ronde                 |

| Jaar | Chassis      | Motor             | Banden | Coureurs        | 1   | 2   | 3   | 4   | 5   | 6   | 7   | 8   | 9   | 10  | 11  | 12  | 13  | 14  | 15  | 16  | 17  | 18  | Punten | WK-plaats |
| ---- | ------------ | ----------------- | ------ | --------------- | --- | --- | --- | --- | --- | --- | --- | --- | --- | --- | --- | --- | --- | --- | --- | --- | --- | --- | ------ | --------- |
| 2008 | Red Bull RB4 | Renault RS27-2008 | B      |                 | AUS | MAL | BHR | SPA | TUR | MON | CAN | FRA | GBR | DUI | HON | EUR | BEL | ITA | SIN | JPN | CHN | BRA | 29     | 7         |
| 2008 | Red Bull RB4 | Renault RS27-2008 | B      | David Coulthard | DNF | 9   | 18  | 12  | 9   | DNF | 3   | 9   | DNF | 13  | 11  | 17  | 11  | 16  | 7   | DNF | 10  | DNF | 29     | 7         |
| 2008 | Red Bull RB4 | Renault RS27-2008 | B      | Mark Webber     | DNF | 7   | 7   | 5   | 7   | 4   | 12  | 6   | 10  | DNF | 9   | 12  | 8   | 8   | DNF | 8   | 14  | 9   | 29     | 7         |
| Jaar | Chassis      | Motor             | Banden | Coureurs        | 1   | 2   | 3   | 4   | 5   | 6   | 7   | 8   | 9   | 10  | 11  | 12  | 13  | 14  | 15  | 16  | 17  | 18  | Punten | WK-plaats |